# アイン・マラッハ

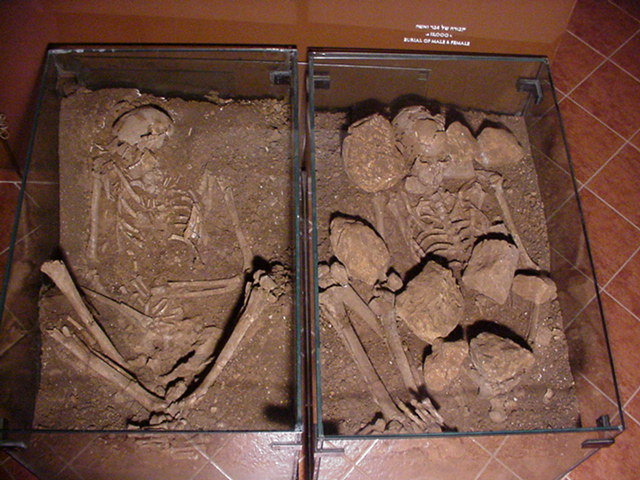
アイン・マラッハで発見された人骨。

アイン・マラッハ（英: Ain Mallaha）は、現在のイスラエル北部フラ湖近郊の丘陵地にある、ナトゥーフ期の考古遺跡。遺跡の年代は紀元前10,000年から8,000年頃と推定される。当時、辺りはオーク、アーモンド、ピスタチオなどの樹木に覆われた森林地帯であった。
住民はガゼル、ダマジカ、イノシシ、アカシカ、ノロジカ、ノウサギ、リクガメ、ほか爬虫類や魚類などを対象とした狩猟・漁労活動を行っていたことが分かっている。 
この遺跡からは、老女と生後4～5か月の子犬が一緒に埋葬されている墓が発見された。これは家畜化された犬とその埋葬事例に関する、最も初期の考古学的な証拠とされている。